# Julia Claussen
Julia Claussen (* 11. Juni 1879 in Stockholm; † 1. Mai 1941 ebenda) war eine schwedische Opernsängerin (Alt) und Gesangspädagogin.

## Leben
Claussen studierte von 1898 bis 1902 am Königlichen Konservatorium von Stockholm bei Oscar Lejdström. 1903 debütierte sie als Leonora in La favorite von Gaetano Donizetti an der Königlichen Oper Stockholm, der sie bis 1912 angehörte. 1910 wirkte sie in Stockholm in der Uraufführung der Oper Arnljot von Wilhelm Peterson-Berger mit. In den folgenden Jahren hatte sie Gastauftritte in Berlin, Wien, London, Paris und Brüssel.
Von 1913 bis 1917 war Claussen an der Oper von Chicago engagiert. Dort sang sie 1914 die Kundry in Wagners Parsifal. An der Metropolitan Opera debütierte sie 1917 als Dalila in Samson et Dalila von Saint-Saëns' Samson et Dalila. Bis 1932 sang sie hier 15 große Partien, darunter die Amneris in Verdis Aida, die Brünnhilde in der Walküre und die Venus im Tannhäuser von Wagner, die Lubava in Sadko von Nikolai Rimski-Korsakow, die Laura in La Gioconda von Amilcare Ponchielli, die Hexe in La Campana sommersa von Ottorino Respighi und die Mutter in Fra Gherardo von Ildebrando Pizzetti.
Von 1934 bis 1940 war sie Professorin für Gesang am Konservatorium von Stockholm. 1938 gastierte sie nochmals an der Stockholmer Oper als Amneris. Seit 1912 war Claussen Mitglied der schwedischen Musikakademie. 1919 verlieh ihr der schwedische König den Ordens Litteris et artibus, 1923 wurde sie zur Hofsängerin ernannt.